# Destrierhäst

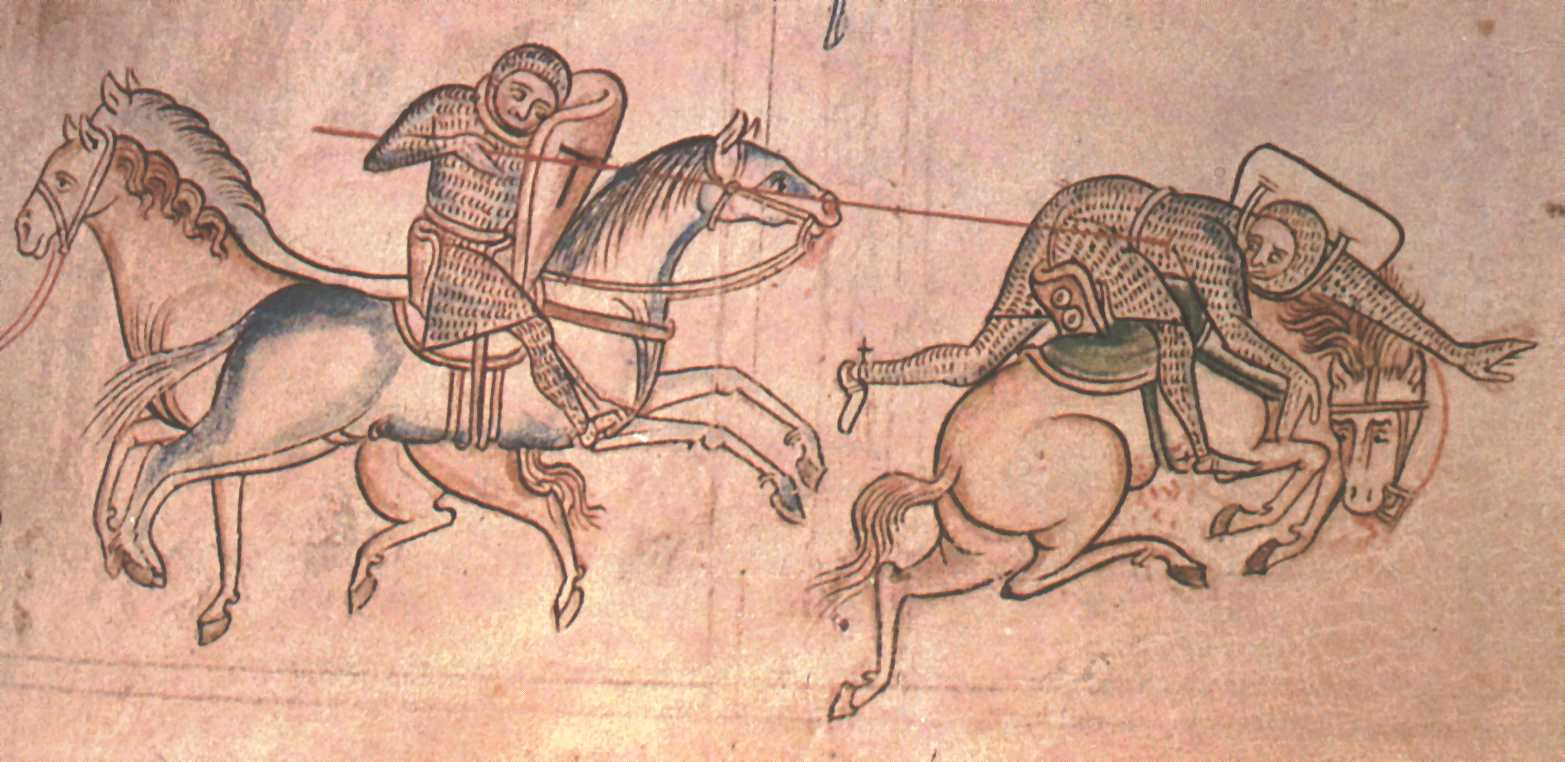
Denna teckning av Matthew Paris visar riddaren William Marshall på en destrierhäst

Destrierhäst (fr: destrier) var namnet på en typ av häst som användes i Europa under medeltiden som stridshäst och torneringshäst. Denna typen var den mest välkända och uppskattade av de medeltida hästarna.

## Historia

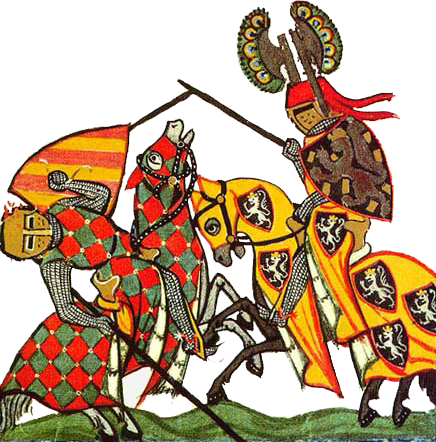
Två destrierhästar i strid.

Destrierhästar som användes av kungligheter och tjänare till kungen finns dokumenterade och avbildade från 1200-talet och framåt där destriern beskrivs som den finaste och noblaste av hästarna på denna tiden. På medeltiden dokumenterades i regel inte hästars avel och det finns inga dokumenterade stammar eller stamböcker som idag och begreppet hästras fanns inte. Snarare använde man sig av olika typer av hästar som passade för olika ändamål och fick sitt namn därifrån. Väl framavlade typer eller flockar av vildhästar fick snarare sitt namn från vem som födde upp dem eller området där de hittades. 
Destrierhästen var undantaget och troligen de mest uppskattade hästarna då man förde dokumentationer över destrierhästarna och dessa var de mest avbildade hästarna inom konsten från medeltiden. Hästarna följdes från och med att de föddes, framavlade enbart för krig och de tränades till perfektion då de skulle vara lätta att rida, snabba att vända och med stort mod. Destriehästarna var även de dyraste hästarna och därför ägdes de nästan uteslutet av kungligheter och adel. 
Några av dagens kallblodshästar från Storbritannien eller västra Europa som exempelvis den franska percheronhästen eller den engelska shirehästen anses härstamma från destrierhästar även om destrierhästarna själva inte var kallblodsaktiga. Den moderna hästras som närmast efterliknar destrierhästen är den holländska frieserhästen och många likheter finns med andalusiern vilket gett teorier om att destrierhästen utvecklades med hjälp av spanska hästar. 

## Egenskaper
Destrierhästen användes främst i strid av riddare och kungligheter. De användes även till uppvisningar och tornerspel som även var en slags träning för hästarna och segrarna i spelen var de som skulle användas i striderna. Avbildningar av destrierhästarna visar oftast en välmusklad häst med brett huvud, rak eller utåtbuktande nosprofil och en stark käke. Träning och avel såg till att hästarna var välmusklade och starka, även om storleken kunde variera. Oftast var de runt 150 cm vilket var stort under den här tiden och de ansågs vara en häst av cobtyp.

## Etymologi
"Destrier" kommer troligtvis sitt namn från latinets dextarius (till höger) på grund av gångarterna där hästen leder sig själv med höger framben. Det kan även berott på att kungens tjänare ledde honom från vänster sida om hästen och på så sätt höll hästens huvud med höger hand, likväl som att ledaren såg ut att vara på höger sida för den som mötte ekipaget. Ordet övertogs av anglo-normandiskan i oförändrad form. Den kallades även "Great Horse" (den stora hästen) i England.